# Хирагана
Хира́гана (яп. 平仮名) — японская слоговая азбука, одна из составляющих японской письменности наряду с катаканой, кандзи, арабскими цифрами и ромадзи (латинским алфавитом). Хирагана и катакана вместе составляют систему каны, в которой один символ выражает одну мору. Знак каны может передавать гласный звук (например, а あ); сочетание согласного с последующей гласной (например, та た), либо носовой сонант н ん, который, в зависимости от контекста, может звучать как [n], [m], [ŋ] или превращать предыдущий гласный звук в носовой.
Хирагана используется для слов, в записи которых нет кандзи, включая частицы, такие как кара から («из, от, с»), и суффиксы, например, ~сан さん («господин», «госпожа»). Хирагана употребляется в словах вместо кандзи в тех случаях, когда предполагается, что читатель не знает каких-то иероглифов, или эти иероглифы незнакомы самому пишущему, и в неофициальной переписке. Окончания глаголов и прилагательных также записываются хираганой: в слове «табэмасита»  (яп. 食べました, глагол «есть, принимать пищу» в прошедшем времени) так пишутся слоги бэ, ма, си, та. Хираганой был записан последний слог корня слова — это обычно для глаголов. Хирагана также используется для записи фонетических подсказок к кандзи, называемых фуриганой. В статье Японское письмо дан обзор использования каны, кандзи и ромадзи.
По легенде хирагану придумал монах Кукай, однако её развитие следует за развитием китайских почерков и корейского кугёля, а следовательно, указать единого изобретателя для неё невозможно.

## Годзюон
В основе хираганы лежит базовый набор символов, годзю:он, из которого можно образовывать дополнительные звуки. При добавлении значка дакутэн, или нигори, (゛), глухая согласная т озвончается в звонкую согласную д, соответственно к переходит в г, с → дз, х → б.
К знакам хираганы, начинающимся на х, также можно добавлять значок хандакутэн (゜), который изменяет звук х в п.
Существуют уменьшенные знаки для звуков я, ю и ё (символы ゃ, ゅ и ょ соответственно). При их добавлении к слогам, оканчивающимся на и, их окончание заменяется гладкой палатализацией. Такое добавление называется ё: он. Уменьшенный знак цу っ, называемый сокуон, обозначает геминацию (удвоение) согласной. Он встречается перед щелевыми и смычными согласными, а иногда и на конце предложений. В системе Поливанова этот знак отображается удвоением последующего согласного.
В неформальном письме уменьшенные знаки для гласных иногда используются для передачи затухающего звука (はぁ, ねぇ).
Некоторые знаки хираганы используются редко. Знаки ви ゐ и вэ ゑ упразднены и на письме не используются. Знак ゔ является нововведением, призванным выражать твёрдый звук «в» в иностранных языках, но так как такого звука в японском нет, его часто произносят как б. Этот знак редко используется, поскольку заимствованные слова (гайрайго) и транслитерации обычно записываются катаканой.

## Таблица хирагана-кириллица
Таблица показывает знаки хираганы вместе с их слоговым представлением в кириллице (по системе Поливанова). Знаки, чтение которых выделено красным, упразднены. Всего существует 46 базовых знаков хираганы и 104 основных сочетания.
| гласные                            | гласные  | гласные  | гласные | гласные   | 拗音 ёон   | 拗音 ёон   | 拗音 ёон   |
| あ а                               | い и     | う у     | え э    | お о      | ゃ я       | ゅ ю       | ょ ё       |
|                                    |          |          |         |           |            |            |            |
| か ка                              | き ки    | く ку    | け кэ   | こ ко     | きゃ кя    | きゅ кю    | きょ кё    |
| さ са                              | し си    | す су    | せ сэ   | そ со     | しゃ ся    | しゅ сю    | しょ сё    |
| た та                              | ち ти    | つ цу    | て тэ   | と то     | ちゃ тя    | ちゅ тю    | ちょ тё    |
| な на                              | に ни    | ぬ ну    | ね нэ   | の но     | にゃ ня    | にゅ ню    | にょ нё    |
| は ха                              | ひ хи    | ふ фу    | へ хэ   | ほ хо     | ひゃ хя    | ひゅ хю    | ひょ хё    |
| ま ма                              | み ми    | む му    | め мэ   | も мо     | みゃ мя    | みゅ мю    | みょ мё    |
| や я                               |          | ゆ ю     |         | よ ё      |            |            |            |
| ら ра                              | り ри    | る ру    | れ рэ   | ろ ро     | りゃ ря    | りゅ рю    | りょ рё    |
| わ ва                              | ゐ ви    |          | ゑ вэ   | を во / о |            |            |            |
|                                    |          |          |         | ん н      |            |            |            |
|                                    |          |          |         |           |            |            |            |
| が га                              | ぎ ги    | ぐ гу    | げ гэ   | ご го     | ぎゃ гя    | ぎゅ гю    | ぎょ гё    |
| ざ дза                             | じ дзи   | ず дзу   | ぜ дзэ  | ぞ дзо    | じゃ дзя   | じゅ дзю   | じょ дзё   |
| だ да                              | ぢ (дзи) | づ (дзу) | で дэ   | ど до     | ぢゃ (дзя) | ぢゅ (дзю) | ぢょ (дзё) |
| ば ба                              | び би    | ぶ бу    | べ бэ   | ぼ бо     | びゃ бя    | びゅ бю    | びょ бё    |
| ぱ па                              | ぴ пи    | ぷ пу    | ぺ пэ   | ぽ по     | ぴゃ пя    | ぴゅ пю    | ぴょ пё    |
| Исторические малые знаки хираганы. |          |          |         |           |            |            |            |
|                                    | 𛅐 ви    |          | 𛅑 вэ   | 𛅒 во / о |            |            |            |

Последовательности にゃ, にゅ и にょ не следует путать с сочетаниями んや, んゆ и んよ: в первом случае образуется целая мора, а во втором — два раздельных звука. К примеру, かにゅう ка-ню-у «присоединение» и かんゆう ка-н-ю-у «убеждение». Эти слова легко различимы на слух. Чтобы различать такие слова при кириллизации, между н и гласной ставится твёрдый знак: канъю:.

## Правила произношения
За небольшим исключением для частиц は, を и へ, которые в некоторых случаях произносятся как ва, о и э соответственно, знаки хираганы читаются согласно приведённой выше таблице. До реформ эпохи Мэйдзи правила произношения были более сложными (см. историческое использование каны). Современные исключения являются наследством старой системы. Точные правила произношения называются канадзукай (яп. 仮名遣い), «использование каны».
В хирагане долгота гласных обычно передаётся при помощи добавления гласного к предыдущему слогу. Для гласных а, и, у добавляется соответствующий отдельный гласный:
- а (яп. あ) — «мама» (яп. おかあさん ока:сан),
- и (яп. い) — «Ниигата» (яп. にいがた),
- у (яп. う) — «есть, питаться» (яп. くう ку:).

Изредка дублирование применяется для э и о: «старшая сестра» (яп. おねえさん онэ:сан), «большой» (яп. おおきい о:кий). Обычно долгота «э» обозначается добавлением и (яп. い) — «приказ, команда» (яп. めいれい мэйрэй), а «о» — добавлением у (яп. う) — «король» (яп. おうさま о:сама). Знак удлинения гласной тёон (ー), используемый в катакане, с хираганой употребляется редко, например, в слове らーめん (рамэн), однако такое употребление является нестандартным.
Слово не может начинаться с каны ん (н), это, к примеру, является основой игры сиритори. Тем не менее за н может следовать гласная. Например, рэнъай (яп. 恋愛, «любовь») записывается хираганой как れんあい (слова *рэнай れない не существует). Перед согласными п, б и м звук н произносится как м, что обычно отмечается при передаче японского текста кириллицей. Например, симбун (яп. 新聞, «газета») хираганой пишется как しんぶん (си-н-бу-н).

## Ёцугана
Существуют два знака хираганы, произносимых как дзи (じ и ぢ) и два знака, произносимых как дзу (ず и づ). Эти пары не взаимозаменяемы. Обычно дзи пишется как じ, и дзу как ず, однако существуют исключения. Если в слове первый слог записывается знаком без нигори, а второй слог может записываться тем же знаком, но с нигори, то для их записи используется один и тот же знак хираганы. Например, тидзимэру («проливать», «укорачивать») пишется как ちぢめる. В составных словах, где нигори отражает ударение рэндаку, также используется исходный знак хираганы. Например ти (血 «кровь») записывается и звучит как ち. Когда кандзи 血 и 鼻 (хана, «нос») объединяются в слово ханадзи (鼻血 «кровотечение из носа»), звук 血 изменяется с ти на дзи. Таким образом ханадзи пишется хираганой как はなぢ , то есть для записи иероглифа 血 используется тот же знак хираганы. Аналогично, цукау (使う; «использовать») пишется хираганой как つかう, поэтому канадзукай (かな使い; «использование каны» или «орфография каны») пишется хираганой как かなづかい.
Впрочем, это правило не применяется, когда кандзи используются для создания слов, смысл которых нельзя узнать из буквального прочтения иероглифов. Например, слово инадзума (稲妻, вспышка молнии) состоит из кандзи ина 稲 («рис», пишется как いな) и цума 妻 («жена», хираганой отдельно пишется как つま, в составе слова из нескольких кандзи как ずま дзума). Так как напрямую из этого сочетания нельзя догадаться о его значении, хираганой его обычно пишут как いなずま, а не いなづま.

## Происхождение

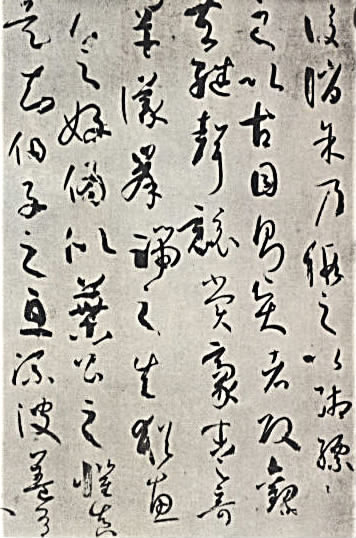
Форма знаков хираганы происходит от китайского курсива цаошу (яп. со: сё). На картинке изображён пример курсивного шрифта каллиграфа времён династии Тан Сунь Готина (ок. 650 г. н. э.)

Хирагана произошла от манъёганы — системы письменности, возникшей в V веке н. э., в которой японские слова записывались схожими по звучанию китайскими иероглифами. Знаки хираганы — это запись манъёганы стилем цаошу китайской каллиграфии. Ниже на рисунке показан процесс происхождения знаков хираганы из манъёганы через цаошу. Верхняя часть показывает знак в форме кайшу (кайсё), средняя — иероглиф, записанный в стиле цаошу, а нижняя — знак хираганы.
Самый древний из обнаруженных текстов с хираганой был нанесён на глиняные черепки, находившиеся в доме Фудзивара-но Ёсими. Они датированы 866-м годом или ранее. До обнаружения этих черепков самым древним текстом на хирагане был документ, написанный заместителем губернатора Сануки.
Когда хирагана была создана, не все её приняли положительно. Многие продолжали считать, что языком образованной части населения должен оставаться китайский. В Японии исторически форма кандзи кайсё использовалась мужчинами и называлась отокодэ (яп. 男手), «мужское письмо», а формой цаошу чаще пользовались женщины. Поэтому поначалу хирагана стала популярной среди японок, которым хорошее образование было недоступно. Поэтому альтернативное название хираганы — оннадэ (яп. 女手) «женское письмо». К примеру, Гэндзи-моногатари и другие ранние женские романы писались преимущественно или исключительно хираганой.
Среди мужчин хирагана стала использоваться позже, но её воспринимали как вольность. Хирагана, с её плавными формами, использовалась в неофициальной переписке, в то время как в документах использовалась более строгая катакана и кандзи. Сегодня сферы употребления хираганы и катаканы разграничены, и когда японские слова записывают каной, используют только хирагану. Однако тексты исключительно на хирагане сегодня встречаются только в книгах для детей дошкольного возраста. Для удобства чтения в таких книгах добавлены пробелы между словами.
Изначально каждая мора могла записываться разными знаками хираганы, происходящими от разных иероглифов. В 1900 году система была упрощена, и за каждым звуком был закреплён единственный знак. Альтернативные знаки хираганы известны как хэнтайгана (яп. 変体仮名) («необычная кана») и имеют сегодня ограниченную сферу применения.

## Ироха
Стихотворение Ироха-ута (песня цветов), написанное в X веке, использует единожды все знаки хираганы, но пока без н ん. Ниже кириллицей записана посимвольная транслитерация исходной хираганы и современное японское чтение.

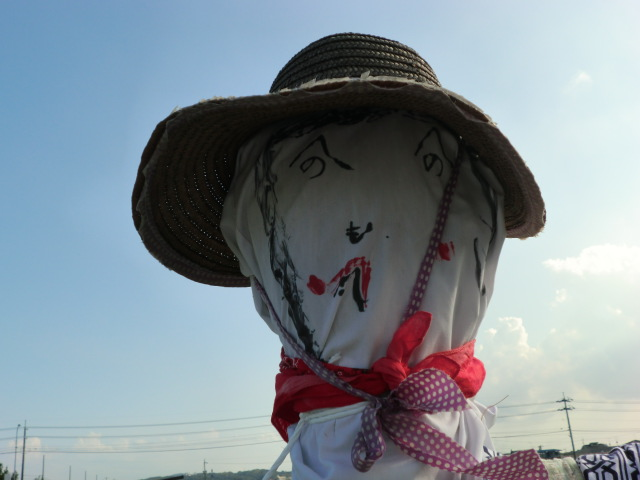
Пугало с изображением хэнохэномохэдзи, лица, которое рисуется с использованием иероглифов из хираганы

Обратите внимание, в тексте встречаются ныне упразднённые символы каны (вэ ゑ и ви ゐ)
| いろはにほへと | И ро ха ни хо хэ то | Иро ва ниоэдо   | Красота блистает. Миг —  |
| ちりぬるを     | ти ри ну ру во      | тиринуру о      | И увяла вся.             |
| わかよたれぞ   | ва ка ё та рэ со    | вага ё тарэ дзо | В нашем мире что, скажи, |
| つねならむ     | цу нэ на ра му      | цунэ наран      | Пребывает ввек?          |
| うゐのおくやま | у ви но о ку я ма   | уи но окуяма    | Грани мира суеты         |
| けふこえて     | кэ фу ко э тэ       | кё: коэтэ       | Ныне перейди,            |
| あさきゆめみし | а са ки ю мэ ми си  | асаки юмэ мидзи | Брось пустые видеть сны  |
| ゑひもせす     | вэ хи мо сэ су      | эй мо сэдзу     | И пьянеть от них!        |

## Хирагана в Юникоде
В Юникоде Хирагана занимает кодовые позиции с U+3040 по U+309F.
Блок хираганы в Юникоде содержит составные символы для всех знаков хираганы, находящихся сегодня в обращении, включая уменьшенные гласные и ё: он кану для сложных слогов, а также устаревшие знаки ви и вэ и редко используемый ву (ゔ). В кодовую таблицу включены составные комбинации основных знаков хираганы с дакутэн и хандакутэн, но их также можно получить, если вслед за основным знаком поставить отдельный знак нигори или ханнигори (U+3099 и U+309A соответственно). Данный метод нужен для того, чтобы добавить соответствующий диакритический знак к кане, которая обычно с ними не употребляется. Например, для того, чтобы добавить нигори к гласной или ханнигори к слогу, начинающемуся не на х.
Знаки U+3095 и U+3096 — это уменьшенные か (ка) и け (кэ), соответственно. U+309F — сдвоенный знак より (ёри), иногда используемый в вертикальных текстах. U+309B и U+309C — это раздельные (не комбинируемые с другими) эквиваленты к комбинируемым знакам нигори и ханнигори, соответственно.
Позиции кодовой таблицы U+3040, U+3097 и U+3098 зарезервированы.
| Хирагана[1][2] Официальная таблица символов Консорциума Юникода (PDF)                                      |    |    |    |    |    |    |    |    |    |    |    |    |    |    |    |    |
| | 0  | 1  | 2  | 3  | 4  | 5  | 6  | 7  | 8  | 9  | A  | B  | C  | D  | E  | F  |
| U+304x |    | ぁ | あ | ぃ | い | ぅ | う | ぇ | え | ぉ | お | か | が | き | ぎ | く |
| U+305x | ぐ | け | げ | こ | ご | さ | ざ | し | じ | す | ず | せ | ぜ | そ | ぞ | た |
| U+306x | だ | ち | ぢ | っ | つ | づ | て | で | と | ど | な | に | ぬ | ね | の | は |
| U+307x | ば | ぱ | ひ | び | ぴ | ふ | ぶ | ぷ | へ | べ | ぺ | ほ | ぼ | ぽ | ま | み |
| U+308x | む | め | も | ゃ | や | ゅ | ゆ | ょ | よ | ら | り | る | れ | ろ | ゎ | わ |
| U+309x | ゐ | ゑ | を | ん | ゔ | ゕ | ゖ |    |    | ゙   | ゚   | ゛ | ゜ | ゝ | ゞ | ゟ |
| Примечания 1.^ По состоянию на версию 15.0. 2.^ Серые клетки обозначают зарезервированные кодовые позиции. |    |    |    |    |    |    |    |    |    |    |    |    |    |    |    |    |